# Karl Emil Jung
Karl Emil Jung (* 1. Februar 1833 in Groß Machnow; † 2. Oktober 1902 in Leipzig) war ein deutscher Lehrer, Forschungsreisender und Geograph.

## Leben
Karl Emil Jung war der Sohn des Pfarrers Gustav Jung (1796–1892) und dessen Ehefrau Auguste Henriette Eleonore († 1837), geborene Bornemann. Nach dem frühen Tod seiner leiblichen Mutter wurde er ab 1838 von seiner Stiefmutter Elisabeth Friederike Luise, geborene Nöhr, aufgezogen.
Er besuchte die Gymnasien in Schulpforta und Magdeburg, studierte Rechtswissenschaften, wurde zum Dr. jur. promoviert und ging anschließend zunächst nach England, wo er am Eton College in Eton Unterricht in Deutsch und Latein erteilte.
In der Zeit um 1858 wanderte Karl Emil Jung nach Australien aus und unternahm zahlreiche Reisen um Land und Leute und vor allem auch die deutschen Ansiedlerkolonien kennenzulernen. Er hatte seinen Wohnsitz in Tanunda im Barossa Valley bei Adelaide, war als Lehrer für Deutsch, Französisch und Klassische Sprachen am St. Peters College in Adelaide tätig und nahm darüber hinaus später in der Zeit von 1872 bis 1877 die Stellung eines Schulinspektors für Südaustralien wahr. Nach der am 6. November 1874 erfolgten Gründung der University of Adelaide wurde er als Professor für Klassische Sprachen berufen. Wenige Jahre später kehrte er nach Deutschland zurück und lebte danach in Leipzig, Wiesbaden, Eisenach und zuletzt wieder in Leipzig.
Karl Emil Jung betätigte sich nach seiner Rückkehr als Redakteur bei der Tagespresse und an Meyers Konversations-Lexikon.
Als freier Schriftsteller befasste er sich in einer Reihe von Aufsätzen mit der Geographie von Australien und galt, insbesondere nach Herausgabe von 2 größeren Werken über die Geographie, Landes- und Bevölkerungskunde von Australien und Neuseeland, im ausgehenden 19. Jahrhundert als einer der besten Kenner dieses Erdteils.
Karl Emil Jung war Generalsekretär des Kolonialvereins und veröffentlichte noch vor dem Eintreten Deutschlands in die Reihe der Kolonialmächte 1883 und 1885 eine Übersicht über die deutschen Niederlassungen in den verschiedenen Erdteilen. Er trat für die Erhaltung des Deutschtums im Ausland ein und forderte bessere Verbindungen mit dem Mutterland, die Entsendung von Lehrern und Geistlichen sowie ständige Öffentlichkeitsarbeit und eine unablässige weitere Zuwanderung.
Karl Emil Jung wurde am 21. August 1884 in der Sektion Anthropologie, Ethnologie und Geographie unter der Matrikel-Nr. 2478 zum Mitglied der Deutschen Akademie der Naturforscher Leopoldina gewählt.

## Schriften
- Australien und Neuseeland. Historische, geographische und statistische Skizze. Mutze, Leipzig 1879
- Lexikon der Handelsgeographie. Handels- und Industrieverhältnisse aller Staaten mit den neuesten Ausweisen über Aus- und Einfuhr, Produktion, Verkehr und zahlreichen statistischen Tabellen. Mit einer Karte des Weltverkehrs. Bibliographisches Institut, Leipzig 1882
- Der Weltteil Australien. 4 Bände, Tempsky, Prag / Freytag, Leipzig 1882–1883
- Deutsche Kolonien mit besonderer Berücksichtigung der neuesten deutschen Erwerbungen in Westafrika und Australien. 2. vermehrte Auflage. Freytag, Leipzig / Tempsky, Prag 1885
- Das Deutschtum in Australien und Ozeanien. Der Kampf um das Deutschtum, 19, Lehmann, München 1902